# Partido Socialista de las Islas Baleares-PSOE
El Partit Socialista de les Illes Balears-PSOE (PSIB-PSOE; en castellano, Partido Socialista de las Islas Baleares-PSOE) es la federación del Partido Socialista Obrero Español (PSOE) que actúa en la región de las Islas Baleares, España. Su nombre fue Federación Socialista Balear hasta 1990.
Su actual secretaria general es Francina Armengol, expresidenta del Consejo Insular de Mallorca y actual presidenta autonómica.
Actualmente gobierna en los ayuntamientos de Palma de Mallorca, Calviá, Algaida, Artá, Campanet, Capdepera, Lloseta y Son Servera en Mallorca; y el Mercadal y Mahón en Menorca, también en Ibiza y en San José en la isla de Ibiza.Gobierna Baleares desde el año 2015.También preside los Consells insulares de Mallorca y Menorca.

## Líderes del PSIB-PSOE
|    | Secretario general | Periodo         |
| -- | ------------------ | --------------- |
| 1. | Francesc Triay     | 1982-1983       |
| 2. | Félix Pons         | 1983-1986       |
| 3  | Josep Moll         | 1986-1991       |
| 4. | Joan March         | 1991-1994       |
| 5. | Francesc Triay     | 1994-1997       |
| 5. | Andreu Crespí      | 1997-2000       |
| 6. | Francesc Antich    | 2000-2012       |
| 7. | Francina Armengol  | 2012-actualidad |

## Resultados electorales

### Parlamento de las Islas Baleares
| Parlamento de las Islas Baleares |         |    |          |         |        |                                     |                   |
| Elecciones                       | Escaños | ±  | Posición | Votos   | %      | Gobierno                            | Candidato         |
| 1983                             | 21/54   | 21 | 2º       | 107.650 | 35,1%  | Oposición                           | Félix Pons        |
| 1987                             | 21/59   | ±0 | 2º       | 107.762 | 32,6%  | Oposición                           | Francesc Triay    |
| 1991                             | 21/59   | ±0 | 2º       | 102.161 | 30,4%  | Oposición                           | Francesc Obrador  |
| 1995                             | 16/59   | 5  | 2º       | 90.008  | 24,3%  | Oposición                           | Francesc Triay    |
| 1999                             | 19/59   | 3  | 2º       | 96.518  | 26,9%  | Coalición (PSOE-PSM-EU-EV)          | Francesc Antich   |
| 2003                             | 20/59   | 1  | 2º       | 120.117 | 28,6%  | Oposición                           | Francesc Antich   |
| 2007                             | 23/59   | 3  | 2º       | 115.477 | 28,2%  | Coalición (PSOE-Bloc-UM)            | Francesc Antich   |
| 2011                             | 19/59   | 4  | 2º       | 104.397 | 24,9%  | Oposición                           | Francesc Antich   |
| 2015                             | 15/59   | 4  | 2º       | 81.073  | 18,9%  | Coalición (PSOE-MÉS)                | Francina Armengol |
| 2019                             | 19/59   | 4  | 1º       | 116.496 | 27.29% | Coalición (PSOE-Unidas Podemos-MÉS) | Francina Armengol |
| 2023                             | 18/59   | 1  | 2º       | 119.540 | 26.53% | Oposición                           | Francina Armengol |

### Congreso de los Diputados
| Congreso de los Diputados |         |    |          |         |       |                   |
| Elecciones                | Escaños | ±  | Posición | Votos   | %     | Candidato         |
| 1977                      | 2/6     | 2  | 2º       | 73.554  | 23,3% | Félix Pons        |
| 1979                      | 2/6     | ±0 | 2º       | 88.232  | 29,4% | Félix Pons        |
| 1982                      | 3/6     | 1  | 1º       | 144.232 | 40,4% | Gregori Mir       |
| 1986                      | 3/6     | ±0 | 1º       | 137.363 | 40,3% | Félix Pons        |
| 1989                      | 3/6     | ±0 | 2º       | 118.624 | 34,4% | Félix Pons        |
| 1993                      | 3/7     | ±0 | 2º       | 140.145 | 34,0% | Félix Pons        |
| 1996                      | 3/7     | ±0 | 2º       | 155.244 | 35,9% | Teresa Riera      |
| 2000                      | 2/7     | 1  | 2º       | 116.515 | 29,3% | Teresa Riera      |
| 2004                      | 4/8     | 2  | 2º       | 185.623 | 39,5% | Francesc Antich   |
| 2008                      | 4/8     | ±0 | 1º       | 209.451 | 44,2% | Antoni Garcias    |
| 2011                      | 3/8     | 1  | 2º       | 126.512 | 28,9% | Pablo Martín      |
| 2015                      | 2/8     | 1  | 3º       | 88.635  | 18,3% | Ramón Socías      |
| 2016                      | 3/8     | 1  | 3º       | 93.363  | 20,1% | Pere Joan Pons    |
| 2019-A                    | 3/8     | ±0 | 1º       | 136.358 | 26,3% | Pere Joan Pons    |
| 2019-N                    | 2/8     | 1  | 1º       | 115.567 | 25,7% | Pere Joan Pons    |
| 2023                      | 3/8     | 1  | 2º       | 151.134 | 30,1% | Francina Armengol |